# Macrotera rubida
Macrotera rubida är en biart som först beskrevs av Timberlake 1968.  Macrotera rubida ingår i släktet Macrotera och familjen grävbin. Inga underarter finns listade i Catalogue of Life.